# Lijst van spelers van Rigtersbleek
Dit is een lijst van voetballers die minimaal één officiële wedstrijd hebben gespeeld in het eerste elftal van de Nederlandse voormalig betaaldvoetbalclub Rigtersbleek.

## A
- Jan Albers

## B
- Cor ter Beek
- Wim Bleijenberg
- Arnold Bosch

## E
- Piet van Ek
- Henk Entjes
- Appie Eshuis
- Gerrit Evers

## F
- Fröling

## H
- Ben van der Haar
- Frans van Hemert

## J
- Jacky Jurissen

## K
- Johannes Kasterman
- Wolter Kelder
- Kiewik
- Rein de Klein

## M
- Egon Marquard

## N
- Hennie Nijhuis

## O
- Frans Olde Riekerink
- Jan Olde Riekerink
- Johan Oude Engberink

## P
- Harm Pieters

## R
- Henk Renssen

## S
- Aloisse Scheepers
- Willy Schepers
- Arnold Schutte
- Segbert
- Herman Selderhuis
- C. Smit
- Berend Snijders
- Jan Snip
- J. Stroink

## T
- Wim Teerink
- Manny van Tellingen
- Gerrit Trooster
- Jan Tusveld

## V
- Hennie Vrelink
- Bennie de Vries

## W
- Karel Wigger

## Z
- Jan Zwierink